# Almaty Metro
Almaty Metro er en metro i Kazakhstans største by Almaty.
Metroen åbnede den 1. december 2011.

## Metro-linjer
| Nummer og farve | Kyrillisk navn               | Færdiggjort | Nyeste station tilføjet | Længde  | Stationer |
| --------------- | ---------------------------- | ----------- | ----------------------- | ------- | --------- |
| 1               | Бірінші бағыт \ Первая линия | 2011        | 2011                    | 11,3 km | 9         |
| Total:          | Total:                       | Total:      | Total:                  | 13,4 km | 11        |